# Bernard Mutale
Bernard Mutale (né à une date inconnue à l'époque en Rhodésie du Nord et aujourd'hui en Zambie) est un joueur de football international zambien, qui évoluait au poste de défenseur.

## Biographie

### Carrière en sélection
Avec l'équipe de Zambie, il joue entre 1978 et 1981. 
Il figure dans le groupe des sélectionnés lors de la Coupe d'Afrique des nations de 1978.
Il participe également aux Jeux olympiques d'été de 1980 organisés en Union soviétique. Il ne dispute toutefois aucun match lors du tournoi olympique.
Le 16 novembre 1980, il joue un match face au Maroc comptant pour les tours préliminaires de la Coupe du monde 1982.